# Gaussov snop
Gaussov snop je snop elektromagnetnega valovanja, katerega prečno komponento se opiše z Gaussovo funkcijo. Snope Gaussove oblike se izračuna kot rešitve obosne Helmholzove enačbe, v praksi pa se jih najde predvsem v osnovnem laserskem žarku. Gaussovi snopi se imenujejo po nemškem matematiku in fiziku Carlu Friedrichu Gaussu.

## Matematična oblika
Amplitudo elektromagnetnega valovanja se zapiše v obliki:
{\displaystyle E(\rho ,z)=E_{0}{\frac {w_{0}}{w(z)}}\exp \left({\frac {-\rho ^{2}}{w^{2}(z)}}\right)\exp \left(-ikz-ik{\frac {\rho ^{2}}{2R(z)}}+i\zeta (z)\right)\!\,,}
kjer je:
{\displaystyle \rho ={\sqrt {x^{2}+y^{2}}}} : oddaljenost od osi snopa,
{\displaystyle z} : vzdolžna koordinata, merjena od najožjega dela snopa (grla),
{\displaystyle i} : imaginarno število (za katerega velja {\displaystyle i^{2}=-1}),
{\displaystyle k={2\pi  \over \lambda }} : valovno število
{\displaystyle w_{0}=w(0)} : širina snopa v grlu
Funkcije {\displaystyle w(z),R(z)} in {\displaystyle \zeta (z)} se vpeljejo spodaj.
Sorodno se lahko zapiše tudi porazdelitev jakosti snopa:
{\displaystyle I(\rho ,z)=I_{0}\left({\frac {w_{0}}{w(z)}}\right)^{2}\exp \left({\frac {-2\rho ^{2}}{w^{2}(z)}}\right)\!\,.}

## Parametri snopa

### Širina snopa
Širino snopa {\displaystyle w(z)}, ki se jo vpelje kot oddaljenost od osi {\displaystyle z}, pri kateri vrednost električne poljske jakosti pade na {\displaystyle 1/e} vrednosti na osi, se izrazi kot:
{\displaystyle w(z)=w_{0}\,{\sqrt {1+{\left({\frac {z}{z_{0}}}\right)}^{2}}}\!\,,}
pri čemer je za določeno valovno dolžino območje bližnjega polja {\displaystyle z_{0}} enako:
{\displaystyle z_{0}={\frac {\pi w_{0}^{2}}{\lambda }}\!\,.}
Lega, kjer doseže širina snopa minimum, se imenuje grlo. Širina snopa v grlu je {\displaystyle w_{0}}.

### Območje bližnjega polja
Širina snopa v točkah {\displaystyle \pm z_{0}} je:
{\displaystyle w(\pm z_{0})=w_{0}{\sqrt {2}}\!\,.}
Razdaljo med tema dvema točkama se označi z {\displaystyle b} in se imenuje območje bližnjega polja ali dolžina grla:
{\displaystyle b=2z_{0}={\frac {2\pi w_{0}^{2}}{\lambda }}\!\,.}

### Krivinski radij
Ukrivljenost valovnih čel, ki sestavljajo snop, se opiše s krivinskih radijem {\displaystyle R(z)}:
{\displaystyle R(z)=z\left[{1+{\left({\frac {z_{0}}{z}}\right)}^{2}}\right]\!\,.}
Pri {\displaystyle z=0} je krivinski radij neskončen in valovna čela so ravnine. Najmanšo vrednost doseže pri {\displaystyle z=z_{0}}, kjer je:
{\displaystyle R(z)=2z_{0}\!\,.}
Krivinski radij se za {\displaystyle z>z_{0}} veča in se za velike {\displaystyle z} izraža kot:
{\displaystyle R(z)\approx z\!\,.}

### Kompleksna ukrivljenost
Kompleksno ukrivljenost se definira kot:
{\displaystyle q(z)=z-iz_{0}\!\,,}
z ostalimi parametri Gaussovega snopa se jo poveže preko recipročne kompleksne ukrivljenosti:
{\displaystyle {1 \over q(z)}={1 \over z-iz_{0}}={z \over z^{2}+z_{0}^{2}}+i{z_{0} \over z^{2}+z_{0}^{2}}={1 \over R(z)}+i{\lambda  \over \pi w^{2}(z)}\!\,.}

### Fazni člen
Fazni člen oz. Gouyevo fazo se izračuna kot: 
{\displaystyle \zeta (z)=\arctan \left({\frac {z}{z_{0}}}\right)\!\,.}

### Divergenca snopa
V limiti {\displaystyle z\gg z_{0}} se širino snopa opiše s približno zvezo:
{\displaystyle w(z)\approx {\frac {w_{0}}{z_{0}}}z=\theta z\!\,.}
Divergenca snopa je izražena s kotom:
{\displaystyle \Theta =2\theta =2{\frac {w_{0}}{z_{0}}}\simeq {\frac {2\lambda }{\pi w_{0}}}\qquad (\theta \mathrm {\ v\ radianih.} )\!\,.}
Divergenca snopa je sorazmerna z valovno dolžino ter obratno sorazmerna s širino grla. Dobro kolimirani žarki se dobijo torej tako, da se uporabi snop s širokim grlom in majhno valovno dolžino.

## Snopi višjega reda
Osnovni Gaussov snop predstavlja rešitev obosnega (paraksialnega) približka Helmholzove enačbe, vendar ni edina rešitev te enačbe. Rešijo jo med drugimi tudi snopi višjih redov:
- Hermite-Gaussov snop (v kartezičnih koordinatah)
- Laguerre-Gaussov snop (v cilindričnih koordinatah)

V idealnem primeru (stabilen resonator, homogeno pomnoževalno sredstvo, popolnoma ravna ali pa parabolična zrcala,...) laser ustvarja osnovni Gaussov snop (imenuje se tudi {\displaystyle TEM_{00}} način delovanja). V realnem laserju različni vplivi (na primer spreminjanje optične homogenosti pomnoževalnega sredstva zaradi segrevanja) pripomorejo k popačitvi osnovne Gaussove oblike, kar se opiše z bolj zapletenimi funkcijami (Hermitovo, Laguerrovo, ...).